# 叶广芩
叶广芩（1948年—），女，满族，北京人，中国當代作家。作为一位满族作家，作品反映了满族文化和生活。

## 生平
1990年代调入陕西西安市文联创作研究室，从事专业创作。1999年担任西安市文联副主席。2000年起到周至县挂职任县委副书记，关注动物和生态问题，曾经长期以厚畛子乡老县城为根据地创作多部作品。

## 职衔
- 国家一级作家
- 中国作家协会会员
- 陕西省作家协会副主席
- 西安作家协会副主席[2]
- 西安培华学院女子学院院长[3]

## 作品
主要作品有《梦也何曾到谢桥》、《老虎大福》、《黑鱼千岁》、《日本故事》、《青木川》、《逍遥津》、《采桑子》、《豆汁记》、《老县城》 、《醉也无聊》、 《状元媒》等。日本题材的小说《日本故事》，纪实题材的《没有日记的罗敷河》、《琢玉记》。有多部作品被编为电影，如《红灯停绿灯行》、《黄连厚朴》、《谁说我不在乎》、《青木川》等。小說《状元媒》獲第五屆紅樓夢獎專家推薦獎。